# 허새롬
허새롬(1986년 3월 30일 ~ )은 허새롬은 한국 음악을 바탕으로 활동하고 있는 예술가다.
어릴 적 피아노, 동요, KBS 어린이 합창단 생활을 바탕으로 예술의 길로 입문하여 국악 중·고등학교 피리 전공 졸업, 한국예술 종합 학교에서 동일 전공으로 학사를 취득했다.
현재 피아노, 피리, 생황, 태평소, 타악, 보컬로 활동하고 있으며 다수의 공연 경험과 레코딩 작업을 통해 작사, 작곡, 레코딩, 믹싱, 마스터링 기술을 익혀 우리 음악을 사람들에게 편안하게 들려 줄 수 있는 작업을 진행 중이다. 전통이 어렵다는 편견을 깨기 위해 우리의 전통 음악과 Jazz, 대중음악의 구성을 접목하여 많은 사람들에게 우리의 음악을 알리기 위해 노력중이다.
이를 바탕으로 허새롬 독주회 ‘허새롬의 뜻밖의 외출’을 기획, 작곡 및 연주에 참여해 2015년, 2016, 2017년에 국립 극장에서 공연했고, 지역의 토속민요를 부활시키는 작업, 문헌에서만 존재하는 생황의 전신 ‘화·생·우’복원 사업에 참여하여 연주법과 연주곡을 만들어 ‘허새롬 이지혜의 화생우’, ‘우리의 소리를 찾아서’ 공연을 기획, 작곡 및 연주 했다.
이밖에도 ‘임근우 화백’과 콜라보 작업, 캐나다 밴드 ‘레몬버켓 오케스트라’, 프랑스 밴드 ‘로조’와 콜라보 작업을 하며 공동의 작품을 만들어 우리의 음악을 변화시키는 중이다.
현재 창작음악그룹 MuRR(뮤르)의 대표로 더 많은 활동과 음악적 시도를 진행 중이며 한 달에 한번 싱글 앨범 발매, 유튜브 업로드 등 허새롬의 음악 활동의 반경을 넓히고 있다.

## 음악 활동
- 1997년 대전KBS어린이 합창단
- 1998 ~ 2003년 리틀싱어즈
- 2009년 피리부는 다람쥐, 들소리 입단
- 2010년 러시아, 과테말라, 파나마, 베네수엘라, 남산국악당, 국립극장 등 다수 공연
- 2011년 벨기에, 이태리, 브라질, 우루과이, 아르헨티나, 코스타리카, 일본, 국립극장, 용극장 외 다수 공연
- 2012년 슬로베니아, 아부다비, 영국
- 2012년~2013년 '월드비트 비나리' 상설공연 (종로 씨네코아)
- 2015년 4월 4일 허새롬의 뜻밖의 외출
- 2016년 3월 3일 허새롬, 이지혜의 화생우 (국립극장 달오름 극장)
- 2016년 4월 15일 허새롬의 뜻밖의 외출 2 (국립극장 별오름 극장)
- 2016년 9월 10일 허새롬, 이지혜의 화생우 (국립극장 KB 하늘 극장)
- 2017년 4월 1일 (사)문화마을 들소리 퇴사
- 2017년 10월 8일 음악그룹 MuRR(뮤르) 창단
- 2017년 10월 20일 허새롬의 뜻밖의 외출 3 (국립극장 달오름 극장)